# Карай-Пущино
Карай-Пущино — посёлок в Инжавинском районе Тамбовской области России. 
Входит в Карай-Салтыковский сельсовет.

## География
Расположен на реке Карай (при её впадении в Ворону), в 13 км к северо-востоку от райцентра, посёлка городского типа (рабочего посёлка) Инжавино, и в 90 км по прямой к юго-востоку от центра города Тамбова.
Южнее от посёлка, на противоположной стороне реки Карай, находится центр сельсовета — село Карай-Салтыково.

## Население
| 2002 | 2010 |
| ---- | ---- |
| 437  | ↘358 |

Согласно результатам переписи 2002 года, в национальной структуре населения русские составляли 96 % от жителей.